# Testalkat

Meztelen férfi és nő képe az 1970-es években felbocsátott Pioneer űrszondáról. A képen jól észrevehető a férfi széles válla és a nő szélesebb csípője.

Az emberi testalkat határozza meg a nők és a férfiak alakját. A testalkat genetikailag kódolt, és a csontvázrendszer felépítése, valamint az izom- és zsírszövetek mennyisége és eloszlása határozza meg. A csontvázrendszer felépítése a serdülőkor végéig változik, utána állandósul, míg az izmok és a zsírszövetek mennyiségét, eloszlását sportolással, életmóddal, táplálkozással vagy sebészeti beavatkozásokkal lehet befolyásolni.
A pubertáskorban kezdődik meg a jellegzetes női és férfi testalkat kialakulása, amely összefüggésben áll a szervezetben lezajló hormonális változásokkal és lényegében reprodukciós szerepe van. A felnőtt emberekben a zsírszövetek mennyisége, eloszlása is változhat hormonális hatásokra, míg az izomszöveteket sportolással lehet növelni.
Az ember testalkata nagy hatással van a testtartásra és a járásra, illetve fontos szerepet játszik a párválasztásban is. Ugyanis a testalkatot részben a nemiséggel, a termékenységgel kapcsolatos hormonok szintje befolyásolja, így áttételesen információs szolgáltat ezen hormonok szintjéről. A tetszetős testalkat emellett az általános jó közérzet és egészség indikátora is.

## Csontvázrendszer
A testalkatot jelentős részben a csontvázrendszer határozza meg és az egyén élete során csak kismértékben változik. A férfiak általában magasabbak, mint a nők, ezért a testalkat elemzéséhez a mért adatokat általában testmagasság tekintetében normalizálják.
Széles vállak és mellkas
| Male pelvis                                                 | Female pelvis |
| Férfi (balra) és női medencecsont (jobbra) összehasonlítása |               |

A serdülőkorban alakul ki a férfiak széles válla és mellkasa, elsősorban a megnövekedett tesztoszteronszint következményeként. A széles váll, mellkas lehetővé teszi a tüdőtérfogat növekedését, amely így több oxigént tud eljuttatni az izomszövetek felé.
Széles csípő és medence
Szintén a pubertáskorban kerül sor a nők szélesebb csípőjének kifejlődésére, az ösztrogén hormon hatására kiszélesedik a medencecsont, amely lehetőséget ad a gyermekszülésre. A nők medencecsontja alacsonyabb, kerekebb és aránylag nagyobb, mint a férfiaké, hogy szülés közben a magzat feje keresztül tudjon haladni. A keresztcsont is alacsonyabb, szélesebb.
Arcvonások
Szintén a tesztoszteron hatására férfiaknál a következő változások mehetnek végbe a serdülőkorban:
- megerősödik, hangsúlyos lesz a szemöldök csont
- kiszélesedik, megerősödik az (alsó) állkapocs csont
- hangsúlyosabb lesz a járomcsont
- az orrcsont felső része kiszélesedik

A nők szervezetében csak a férfiakra jellemző tesztoszteronszint kb. 10%-a van jelen, ezért ezek a változások náluk nem lesznek olyan hangsúlyosak, arcvonásaik nagyobb hasonlóságot mutatnak a pubertáskor előtti gyermekekkel.

## Zsír- és izomszövetek

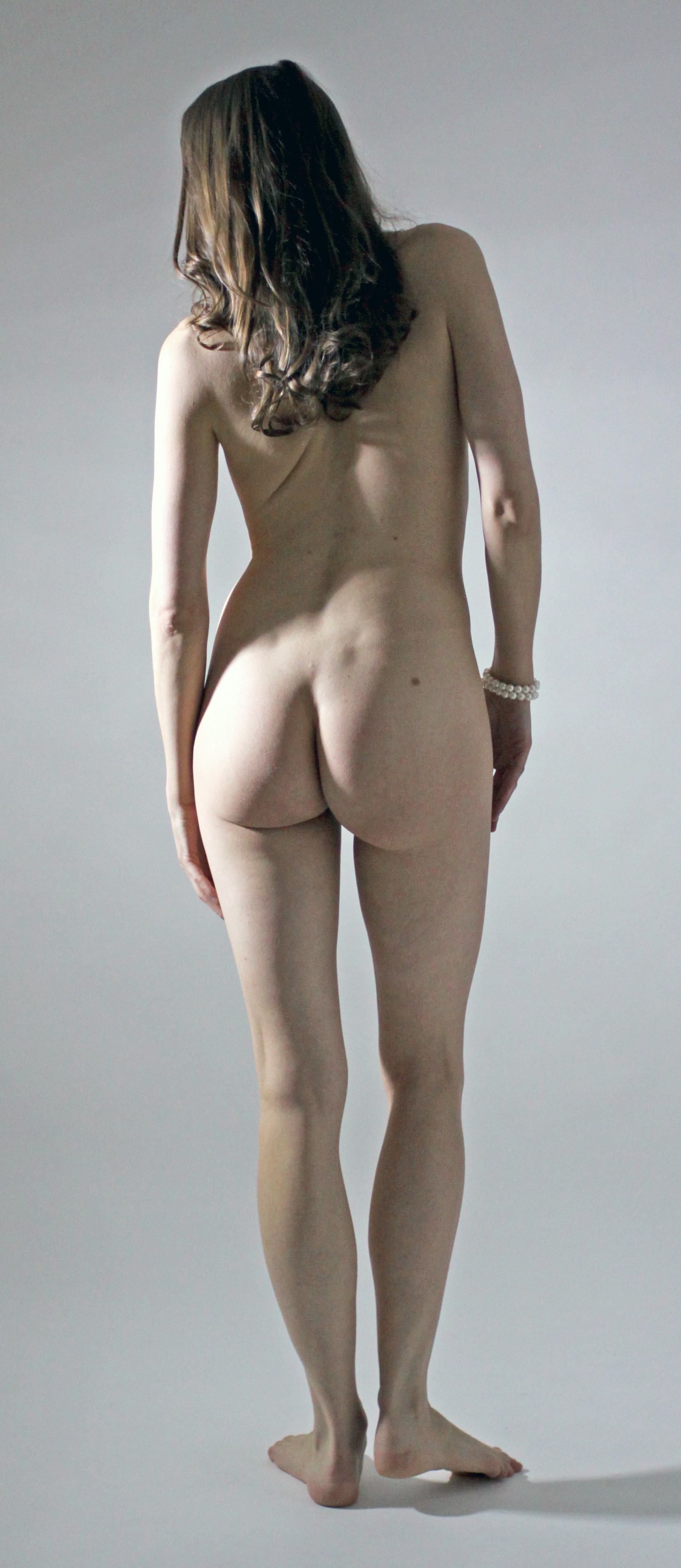
A nőknél a zsírszövetek elsősorban a farban, a csípőn és a combon halmozódnak fel az ösztrogén hatására, míg a férfiknál ez elsősorban hastájon jelenik meg.

A csontvázrendszer mellett a testalkatot a csontokon megtapadó izomszövetek, illetve a testben "elraktározott" zsírszövetek befolyásolják. Mindkét szövettípusra, kialakulásukra és eloszlásukra nagy hatással vannak a szervezetben termelődő hormonok. Az izom- és zsírszövetek mennyiségét, eloszlását az egyén jelentős mértékben tudja befolyásolni étkezési szokásai megválasztásával, sportolással.

### Zsírszövetek, zsírlerakódás
Az elsősorban a női szervezetben termelődő ösztrogén hormon hatására a fenék, a csípő és a comb tájékon jelennek meg a zsírszövetek. A változó korban a menstruációs vérzések elmaradásával (menopauza) az ösztrogéntermelés is csökken, és a zsír egyre inkább a hastájon, majd később a hasüregben rakódik le. A pubertáskor és a menopauza között a nőknek ezért általában keskenyebb a dereka és szélesebb a csípője, mint a férfiaknak, ami a szélesebb medencével együtt felelős az általában vonzónak tartott női testalkatért (vagyis az alacsonyabb csípő-derék méretarányért.
Az ösztrogén hatására elraktározódó zsírszövetekről feltételezik, hogy egyfajta tartalékként szolgálnak a terhesség és a szoptatás idejére. A férfiaknál erre nincs szükség, ezért a szervezetükben amúgy is kevesebb bőr alatti zsírszövet található, másrészt a szervezetükben termelődő tesztoszteron hatására anyagcseréjük gyorsabb. A férfiak szervezete a zsírszövetet elsősorban a deréktájon, a hasi régióban raktározza ("sörhas").

### Izomszövetek
Az izomszövetek mennyiségét, eloszlását nagymértékben befolyásolja a tesztoszteron hormon szintje és az egyén fizikai aktivitása. A 13. életévtől a fiúkban megugrik a tesztoszteron termelés és ennek hatására (a fokozódó fehérjeszintézisen keresztül) megindul az izomszövetek gyarapodása. A 40. életévtől a férfiak tesztoszteron termelése fokozatosan csökken és ezzel párhuzamosan évente megfogyatkozik az izomszövet is. A férfiak szervezetében általában 10-szer több tesztoszteron termelődik, mint a nők szervezetében. Sportolással, elsősorban testépítéssel az izomszövetek nagysága jelentősen befolyásolható (ld. testépítés)

### Mellek
A nők testalkatát befolyásolja a mellek nagysága, formája. Az emlőmirigyek szintén a pubertáskorban, szintén az ösztrogén hormon hatására kezdenek fejlődni. A mellek nagyságát befolyásolják a genetikai tényezők, az egyén testsúlya és kora.

## Túlsúlyosság és alultápláltság
Az egyének genetikai öröksége, étkezési és sportolási szokásai befolyásolják testalkatukat és testtartásukat. A túlsúlyosság vagy alultápláltság mérésére általában a testtömegindexet, vagy pedig a haskörfogat mérését használják. A kapott eredménynek megfelelően sorolják az embereket normális, túlsúlyos, kórosan alultáplált vagy kórosan túlsúlyos kategóriákba. A diétázás és a sportolás hatására csökkenhet a testsúly, amely azonban nem mindig eredményez változást a zsírszövetek eloszlásában.

## A testalkat hatása az egészségre
Az elhízott és a súlyosan elhízott személyek magasabb egészségügyi kockázatoknak vannak kitéve, mint a normális testsúlyú egyének. Azonban a napjainkban végzett kutatások szerint a kockázatokat a testalkat is befolyásolja: azoknak az egyéneknek (férfiak és nők), akik inkább hastájékon hajlamosak a hízásra (ún. "alma típus"), sokkal magasabb egészségügyi kockázatokkal kell szembenézni, mint azoknak akik a csípő-fenék-combtájon híznak inkább ("körte típus"). Az előbbi kategóriába tartozóknál magasabb arányban figyeltek meg magas vérnyomást, csontritkulást, cukorbetegséget, magas koleszterolszintet, illetve az ezekhez kapcsolódó szív- és érrendszeri betegségeket.

## Fordítás
- Ez a szócikk részben vagy egészben  a   Body shape című angol Wikipédia-szócikk ezen változatának fordításán alapul.  Az eredeti cikk szerkesztőit annak laptörténete sorolja fel. Ez a jelzés csupán a megfogalmazás eredetét és a szerzői jogokat jelzi, nem szolgál a cikkben szereplő információk forrásmegjelöléseként.